# Karine Petit
Pour les articles homonymes, voir Petit.
Karine Petit-Dyot, née le 29 juillet 1972, est une judokate française évoluant dans la catégorie des moins de 61 kg .

## Biographie
Aux Championnats d'Europe par équipes de judo, elle est médaillée d'or en 1996, 1997 et 1998 et médaillée d'argent en 1994. Elle est médaillée d'or aux Jeux de la Francophonie de 1994 et médaillée d'argent aux Jeux méditerranéens de 1997. Au niveau national, elle est sacrée championne de France en 1992.
Elle est mariée au judoka Christian Dyot.